# جيوفانا فليتشير
جيوفانا فليتشير (بالإنجليزية: Giovanna Fletcher) هي يوتيوبية بريطانية، ولدت في 29 يناير 1985 في إسكس في المملكة المتحدة.

## وصلات خارجية
- جيوفانا فليتشير على موقع IMDb (الإنجليزية)
- جيوفانا فليتشير على موقع ميوزك برينز (الإنجليزية)
- جيوفانا فليتشير على موقع قاعدة بيانات الفيلم (الإنجليزية)